# Creu de terme (Ulldecona)
La Creu de terme d'Ulldecona és una creu de terme d'Ulldecona (Montsià) inclosa a l'Inventari del Patrimoni Arquitectònic de Catalunya.

## Descripció
És una creu de terme situada a l'esplanada que hi ha al davant de l'ermita de la Verge de la Pietat. Està formada per una base poligonal de pedra que sosté un fust vuitavat del mateix material, amb el capitell superior esculturat. Com a coronament hi ha una creu moderna de ferro forjat. De tots, l'únic element que sembla original és la base de la creu, és a dir el capitell amb uns relleus molt deteriorats però que es pot identificar un home amb un llibre a la mà esquerra, una figura femenina, un cos sense cap que es cobreix amb una túnica i escuts.

## Història
En el fust apareix gravada la data de 1969, any en què es degué restaurar el conjunt i possiblement afegir la creu de ferro forjat; és possible que l'original fos de pedra. A més d'aquesta, a Ulldecona hi ha notícia de la presència d'unes altres: una al Calvari i una al costat de la capella de l'ermita de Verge de la Pietat.